# Peter Wrolich
Peter Wrolich (født 30. maj 1974) er en tidligere professionel østrigs landevejscykelrytter. Fra 1999 til 2008 cyklede han for det tyske ProTour-hold Gerolsteiner. Wrolich var kendt som en god sprinter.